# Braunsapis maculata
Braunsapis maculata är en biart som beskrevs av Reyes 1991. Braunsapis maculata ingår i släktet Braunsapis och familjen långtungebin. Inga underarter finns listade.